# Hastur

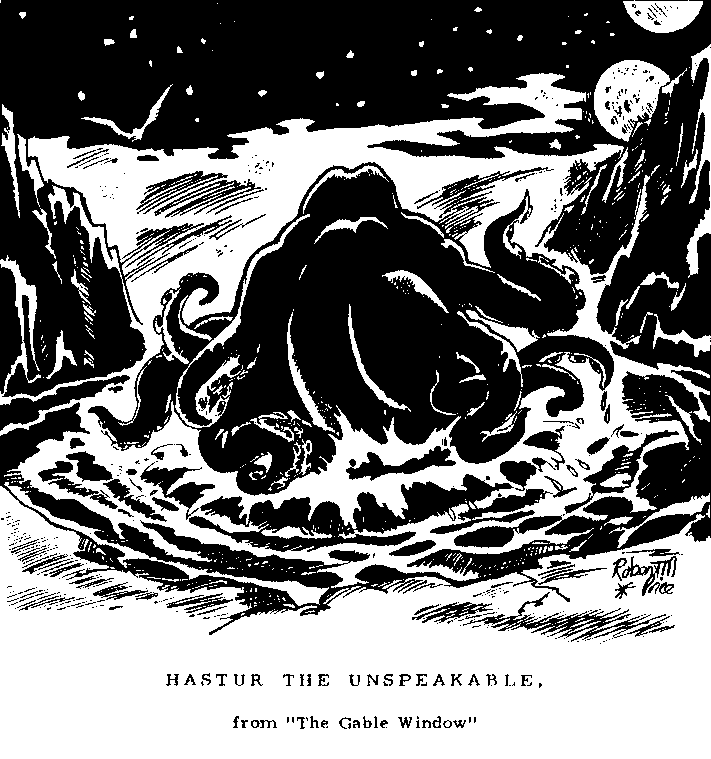
Representação de Hastur, por Robert-M-Price

Hastur (O Indizível, O Rei em Amarelo, Aquele que Não Deve Ser Nomeado, Assatur, Xastur, H'aaztre ou Kaiwan) é uma entidade dos Mitos de Cthulhu, do cosmos imaginário criado por HP Lovecraft. Sua verdadeira forma é desconhecida, mas geralmente se manifesta como uma massa flutuante voraz e poliposa dotada de tentáculos, brocas e ventosas ou, mais frequentemente, como o Rei de Amarelo, um ser humanoide vestindo roupas amarelas esfarrapadas e uma máscara escondendo o rosto . Diz-se que ele é o (meio-) irmão de Cthulhu. Diz-se que ele é do elemento ar oposto ao elemento água de Cthulhu.
Hastur apareceu pela primeira vez no conto de Ambrose Bierce "Haïta, o Pastor" (1893) como um deus dos pastores benigno. Posteriormente, Robert W. Chambers usou o nome em suas histórias do final de 1800 para representar uma pessoa e um lugar associado a várias estrelas, incluindo Aldebaran. H. P. Lovecraft foi inspirado pelas histórias de Chambers e mencionou brevemente Hastur em The Whisperer in Darkness (1930). Escritores posteriores também adaptaram Hastur em uma variedade de contos.